# 무관심성
무관심성(無關心性)은 이마누엘 칸트가 제시한 미학 용어 중 하나이다. 무관심성이라는 것은 글자 그대로 어떤 예술 작품을 감상할 때 그것 자체를 통해 느껴지는 아름다움을 기준으로 미를 판단해야 하지, 다른 이해관계, 예를 들어 지적 혹은 도덕적 전제가 개입해서는 안 된다는 것이다. 예를 들어, 어떤 풍경화가 아름답게 느껴지는 것은 그 풍경화의 구도나 묘사의 깊이 등이 잘 어우러져 있어서 느껴지는 것이지, 이 작품의 경매가가 높게 책정되어서 아름답게 느껴지는 것은 진정한 아름다움이 아니다. 이 때문에 미에 관한 객관적인 법칙이 존재하지 않고, 오로지 관찰자의 주관만 존재한다며 심리학적으로 허구라는 비판을 들었다. 그러나 쇼펜하우어가 자신의 사상에서 현실의 고통을 잊기 위한 통로적 역할로 예술을 들고, 이 예술을 감상하는 중요한 조건으로 무관심성을 들어 무관심성론의 중요성이 크게 증가했다. 근, 현대미학에서 무관심성이라는 이론은 중요한 비중을 차지하고 있다.